# Ružiná
Ružiná este o comună slovacă, aflată în districtul Lučenec din regiunea Banská Bystrica. Localitatea se află la altitudinea de 268 m deasupra n.m., se întinde pe o suprafață de 10,81 km2 și în 2017 număra 877 de locuitori.

## Istoric
Localitatea Ružiná este atestată documentar din 1499.

## Demografie
| An:                | 1994 | 2004   | 2014   | 2024   |
| ------------------ | ---- | ------ | ------ | ------ |
| Număr de persoane: | 834  | 856    | 865    | 828    |
| Diferență:         |      | +2,63% | +1,05% | −4,27% |

| An:                | 2023 | 2024   |
| ------------------ | ---- | ------ |
| Număr de persoane: | 836  | 828    |
| Diferență:         |      | −0,95% |